# Charles Humphrey Atherton

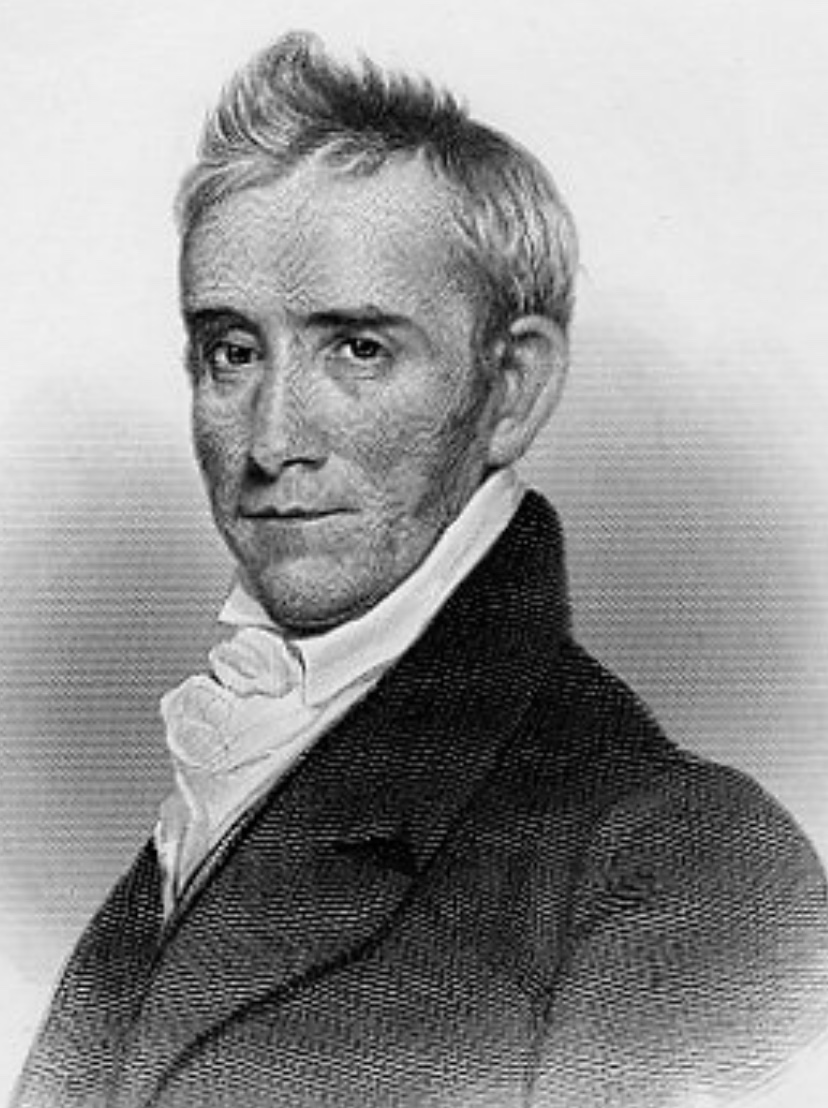
Charles Humphrey Atherton

Charles Humphrey Atherton (* 14. August 1773 in Amherst, Hillsborough County, New Hampshire Colony; † 8. Januar 1853 ebenda) war ein US-amerikanischer Politiker. Zwischen 1815 und 1817 vertrat er den Bundesstaat New Hampshire im US-Repräsentantenhaus.

## Werdegang
Charles Atherton besuchte die öffentlichen Schulen seiner Heimat und danach bis 1794 die Harvard University. Nach einem anschließenden Jurastudium und seiner im Jahr 1797 erfolgten Zulassung als Rechtsanwalt begann er in Amherst in seinem neuen Beruf zu praktizieren. Zwischen 1798 und 1807 war er Registrar an einem Nachlassgericht. Politisch war Atherton Mitglied der Föderalistischen Partei.
Bei den Kongresswahlen des Jahres 1814, die staatsweit abgehalten wurden, wurde er für das zweite Abgeordnetenmandat von New Hampshire in das US-Repräsentantenhaus in Washington, D.C. gewählt. Dort trat er am 4. März 1815 die Nachfolge von Samuel Smith an. Da er im Jahr 1816 auf eine weitere Kandidatur verzichtete, konnte Atherton bis zum 3. März 1817 nur eine Legislaturperiode im Kongress absolvieren.
Zwischen 1823 und 1839 war Atherton Abgeordneter im Repräsentantenhaus von New Hampshire. Außerdem arbeitete er wieder als Anwalt. Er starb am 8. Januar 1853 in seinem Geburtsort Amherst. Charles Atherton war der Vater von Charles G. Atherton (1804–1853), der für den Staat New Hampshire zwischen 1843 und 1853 zweimal im US-Senat saß. Der Sohn war außerdem von 1837 bis 1843 ebenfalls Kongressabgeordneter für New Hampshire.